# Bierzwnik (gmina)
Pour les articles homonymes, voir Bierzwnik.
Bierzwnik est une gmina rurale du powiat de Choszczno, Poméranie occidentale, dans le nord-ouest de la Pologne. Son siège est le village de Bierzwnik, qui se situe environ 24 km au sud-est de Choszczno et 84 km au sud-est de la capitale régionale Szczecin.
La gmina couvre une superficie de 238,92 km2 pour une population de 4 770 habitants en 2016.

## Géographie
La gmina inclut les villages d'Antoniewko, Bierzwnik, Bożejewko, Breń, Budzice, Bukowie, Chełmienko, Chyże, Czapliska, Dołżyna, Gajno, Górzno, Grzywna, Jaglisko, Kawno, Klasztorne, Kłodzin, Kołecko, Kolsk, Kosinek, Kruczaj, Krzywin, Kunica, Łasko, Malczewo, Ostromęcko, Piaseczno, Pławienko, Pławno, Płoszkowo, Przeczno, Przykuna, Rębusz, Smędowa, Sojec, Starzyce, Strumienno, Trzebicz, Wygon, Zdrójno, Zgorzel et Zieleniewo.
La gmina borde les gminy de Choszczno, Dobiegniew, Drawno, Krzęcin et Strzelce Krajeńskie.